# جرج فیسلر
جرج رابرت فیسلر (به انگلیسی: George Robert Fissler) (۱۳ اکتبر ۱۹۰۶ - ۱۸ دسامبر ۱۹۷۵) شناگر اهل کشور ایالات متحده آمریکا است.